# Curral de Moinas – Os Banqueiros do Povo
Curral de Moinas – Os Banqueiros do Povo (Portugiesisch für: Curral de Moinas – Die Bankiers des Volkes) ist eine Filmkomödie des portugiesischen Filmregisseurs und Produzenten Miguel Cadilhe aus dem Jahr 2022. Es ist die lose Filmfortsetzung des Kinoerfolgs 7 Pecados Rurais aus dem Jahr 2013. Die beiden männlichen Hauptdarsteller sind erneut die populären Komiker João Paulo Rodrigues und Pedro Alves, die hier wieder auch einige Nebenrollen übernehmen.
Die beiden Hauptfiguren Quim und Zé in ihrem fiktiven nordportugiesischen Dorf Curral de Moinas wurden zuvor durch die Comedyserie TeleRural des öffentlich-rechtlichen Fernsehsenders RTP und im darauf aufbauenden Kinofilm 7 Pecados Rurais bekannt.

## Handlung
Quim lebt weiter sein so einfaches wie unbeschwertes Leben in Curral de Moinas, zusammen mit seinem gleichermaßen einfach gestrickten Freund Zé. Quims Leben nimmt eine abrupte Wendung, als er von seinem unbekannten Vater erfährt, der als reicher Bankier in Lissabon gestorben ist und ihm nun Bank und Vermögen hinterlässt. Quim und Zé ziehen daraufhin nach Lissabon, zusammen mit der hübschen Dorf-Masseurin Piedade, die in Lissabon ein neues Leben als selbstständige Therapeutin beginnen möchte.
Quim und Zé genießen in Lissabon ein ungewohnt luxuriöses Leben, jedoch gerät Quim zunehmend in die Machtspiele innerhalb der Bank, und der Manager Manuel versucht Quim in seinem Sinn zu manipulieren.
Geld und ein verwirrendes Luxusleben mit allen Versuchungen einer Weltstadt blenden Quim zunehmend, und die Freundschaft des sich verändernden Quim zu seinem Freund Zé scheint zu zerbrechen. Dann jedoch finden die beiden wieder ihre alte Verbundenheit.

## Rezeption
Am 11. August 2022 kam der Film in die portugiesischen Kinos, wo er ein großer Publikumserfolg wurde und mit seinen 314.285 Besuchern zu den erfolgreichsten portugiesischen Filmen seit 2004 (Beginn der öffentlich geführten Box-Office-Statistiken durch das portugiesische Filminstitut ICA) zählt. Im November 2022 lief er danach auch in einigen Kinos in Luxemburg und der Schweiz an.
Die Schauspielerin Sofia Ribeiro trat mit ihrer überzeugenden Darstellung der Masseurin Piedade erstmals in einer komischen Rolle in die Öffentlichkeit, wo sie bis dahin nur in Dramen und als ernste Schauspielerin bekannt war.